# Othon d'Eichstätt
Othon (mort le 7 mars 1196) est prince-évêque d'Eichstätt de 1182 à sa mort.

## Biographie
One connaît pas les origines d'Othon, sans une famille ministérielle. On connaît la relation entre Othon et le chanoine Walbrun, contre-évêque d'Eichstätt en 1149. En 1166, Othon est membre du chapitre des chanoines d'Eichstätt puis est le doyen de la cathédrale et, en 1169, le prévôt. Immédiatement après la démission d'Egelolf, Othon est choisi. Il reçoit son ordination de l'évêque d'Augsbourg Hartwig de Lierheim. Othon soutient la politique du Reich dans son évêché : il tient au moins quatre synodes diocésains, le pontifical de Gundekar II recense 105 églises et autels consacrés par Othon : Pleinfeld, Bergen, Bergheim, Buxheim, Eitensheim, Erkertshofen, Großnottersdorf, Hitzhofen, Kipfenberg, Landershofen, Titting, Veitsaurach… 
Il est enterré dans la chapelle Sainte-Marie-Madeleine de la cathédrale d'Eichstätt qu'il a construite.